# Zero Dark Thirty
Zero Dark Thirty is een Amerikaanse thriller uit 2012 onder regie van Kathryn Bigelow. De film won de Oscar voor beste geluidsmontage en was genomineerd voor die voor beste film, beste oorspronkelijke scenario, beste vrouwelijke hoofdrolspeler (Jessica Chastain) en beste montage. Daarnaast won Zero Dark Thirty meer dan vijftig andere prijzen, waaronder een Golden Globe voor beste actrice (Chastain), National Board of Review Awards voor beste film, beste regisseur en beste actrice (Chastain), een Satellite Award en een Writers Guild of America Award (allebei voor beste oorspronkelijke scenario). De filmmuziek van Alexandre Desplat werd genomineerd voor een Grammy Award.

## Verhaal
Na de aanslagen op 11 september 2001 sparen de Amerikaanse inlichtingendiensten kosten noch moeite om Osama bin Laden te vinden. De sporen naar de terroristenleider lopen stuk voor stuk dood. Bin Laden lijkt nagenoeg onzichtbaar in zijn doen en laten, vertrouwelingen die überhaupt zijn verblijfplaats kennen zijn extreem laag in aantal, Bin Ladens medestanders springen uiterst voorzichtig om met hun communicatie en Al Qaida hindert zoektochten met moord en bedreiging. De jonge CIA-agente Maya is niettemin vastberaden Bin Laden te vinden. Een bomaanslag die haar bijna het leven kost en de dood van haar collega Jessica tijdens de aanslag op Camp Chapman maken haar daarin alleen maar feller.
Maya's collega Dan krijgt tijdens een verhoor op een black site gevangene Ammar al-Baluchi aan het praten. Die beweert dat er een Pakistaan rondloopt onder de schuilnaam Abu Ahmed al-Kuwaiti. Hij zou een van de vertrouwelingen van Bin Laden zijn en als koerier een van de zeldzame mensen die hem persoonlijk boodschappen brengen. De CIA twijfelt ernstig aan de betrouwbaarheid van Ammars getuigenis, omdat hij daarmee is gekomen na marteling, waterboarding en vernederingen. Ze zijn daarom sceptisch dat deze Abu Ahmed überhaupt bestaat, zo ja, of hij nog leeft, en wat dan zijn echte naam is. Maya bijt zich niettemin vast in het vinden van de mogelijke koerier, ervan overtuigd dat die bestaat en de sleutel vormt tot het vinden van Bin Laden. 
Ook als de jaren voorbijgaan zonder enig spoor van Abu Ahmed, volhardt Maya in de zoektocht naar hem. Dit tot frustratie van het merendeel van haar collega's. Voor hen is het eventuele spoor definitief een gepasseerd station wanneer een krijgsgevangene de CIA-foto van de vermoedelijke Abu Ahmed herkent als die van een man die hij in 2001 begroef. Dat zou betekenen dat áls deze man al belangrijk voor ze had kunnen zijn, hij sowieso al jaren dood is. Tijdens het voor de zoveelste keer bestuderen van foto's van terrorismeverdachten, valt het Maya alleen op dat de foto van de mogelijke Abu Ahmed sprekend lijkt op die van een andere man. Het blijkt te gaan om twee broers, Ibrahim Sayeed en Habib Sayeed. Daardoor gingen ze er mogelijk foutief van uit dat het Ibrahim is die op de foto staat, terwijl het in werkelijkheid om Habib gaat, die inderdaad bevestigd is als overleden. Daaruit volgt dat Ibrahim Sayeed en daarmee mogelijk 'Abu Ahmed' mogelijk nog leeft.
Dan koopt een prins uit Koeweit om met een Lamborghini om aan het telefoonnummer van Sayeeds moeder te komen. Zij blijkt regelmatig gebeld te worden door een beller die op kundige wijze ontraceerbaar probeert te blijven. Maya redeneert dat iemand die niets te verbergen heeft zich zo niet gedraagt en is ervan overtuigd dat ze Sayeed en daarmee 'Abu Ahmed' op de hielen zitten. Tijdens een opsporingsactie achterhaalt een groep CIA-agenten dat het signaal van de beller afkomstig is van een man die zich voortdurend verplaatst in een witte SUV. De wagen blijkt op zijn beurt te herleiden tot de bewoners van een groot, vakkundig van de buitenwereld afgeschermd huis in Abbottabad. Luchtsurveillance wijst uit dat zich hierin drie mannen en drie vrouwen bevinden. Een van die mannen verlaat het terrein nooit. Als hij al buiten komt, dan is het achter een schuilmuur of onder een boom met een dicht bladerdek. Zijn gezicht blijkt hierdoor onmogelijk in beeld te brengen. Waar haar collega's hierdoor nog steeds niet helemaal zeker zijn, is Maya ervan overtuigd dat 'Abu Ahmed' ze naar Bin Laden heeft geleid.
Navy SEALs doen in de nacht van 1 op 2 mei 2011 in het pikkedonker een inval in het huis in Abbottabad. Ze treffen er verschillende gewapende mannen, vrouwen en kinderen. Een deel daarvan verweert zich met geweld en wordt gedood. De SEALs nemen enkele andere vrouwen en de kinderen in hechtenis. Op de bovenste verdieping schieten ze een man dood, wiens identiteit de vrouwen weigeren te onthullen. De SEALs nemen hem in een lijkzak mee aan boord van een helikopter en vliegen daarmee weg voordat de Pakistaanse strijdkrachten arriveren. Nadat ze aankomen in Jalalabad, krijgt Maya toegang tot het dode lichaam in de lijkzak. Zij bevestigt dat het Bin Laden is.

## Rolverdeling
- Jessica Chastain: Maya
- Jason Clarke: Dan
- Kyle Chandler: Joseph Bradley
- Jennifer Ehle: Jessica
- Harold Perrineau: Jack
- Jeremy Strong: Thomas
- Scott Adkins: John
- Mark Strong: George
- Édgar Ramírez: Larry
- Mark Duplass: Steve
- James Gandolfini: Leon Panetta
- Stephen Dillane: Nationaal veiligheidsadviseur
- John Schwab: Afgevaardigde van de nationale veiligheidsadviseur
- Martin Delaney: Assistent
- Reda Kateb: Ammar
- Tushaar Mehra: Abu Ahmed
- Yoav Levi: Abu Faraj
- Homayoun Ershadi: Hassan Ghul
- Joel Edgerton: Patrick
- Chris Pratt: Justin
- Taylor Kinney: Jared
- Callan Mulvey: Saber
- Siaosi Fonua: Henry
- Phil Somerville: Phil
- Nash Edgerton: Nate
- Mike Colter: Mike
- Frank Grillo: Bevelvoerend officier van het eskader
- Christopher Stanley: Admiraal Bill McCraven
- Ricky Sekhon: Osama bin Laden
- Fares Fares: Hakim (CIA-agent)